# 特斯卡特利波卡

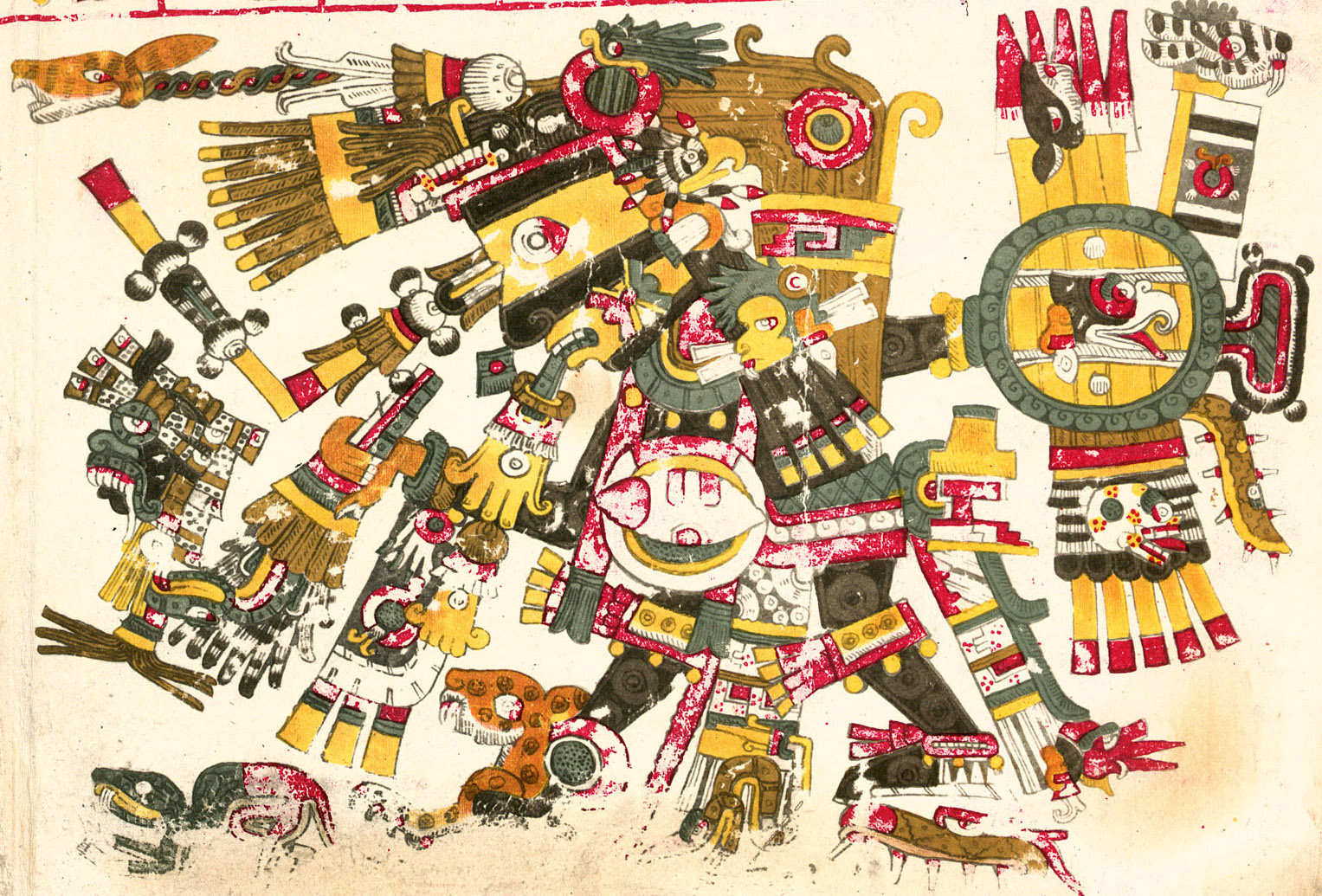
波吉亞手抄本中所繪的特斯卡特利波卡。

特斯卡特利波卡（Tezcatlipoca；teskatɬiˈpoːka)，意為「煙霧鏡」）是阿茲特克神話中最重要的神祇之一，主管北方，統轄阿茲特克傳說的第一太陽，後遭魁札爾科亞特爾陷害，憤怒的化為獵豹吞噬萬物，導致第一太陽紀終結。祂是至上的神靈力、人類命運的操弄者，能夠看穿人心和命運。祂和中美洲其他神祇不一樣，不代表任何一種自然力，也不是某個部落的守護神，但有時會保護統治者與戰士。祂代表世間的無常，是「眼前、當下之主」，並像「夜晚之風」一樣無所不在、捉摸不定。

## 形象
在某些手抄本中，祂的形象是黑身、黑臉、黃頭帶，以鏡代足，持有箭、盾、擲矛器。

## 別稱
特斯卡特利波卡有許多別稱，都代表著祂各種不同的特質。
1. 莫约科亚特辛（英语：Moyocoyatzin）意為「變幻莫測的創造者」。
2. 蒂特拉卡萬（英语：Titlacahuan）意為「奴役我們的這一群」。
3. 莫克克洛瓦（英语：Moquequeloa）意為「嘲弄者」。

特斯卡特利波卡一旦降世，帶來的必定是混亂。如果有個富有的人本來事事順利，後來卻突然陷入赤貧，妻離子散，那必是特斯卡特利波卡在作祟。
有一次，祂在傳說中的托蘭城以年輕戰士的姿態現身。他擊鼓吟曲，聞者莫不為其所迷，紛紛不由自主地跳起舞來。人們如癡如迷；然而，每唱一首歌、每跳一支舞，都有人從危崖墜入深谷。特斯卡特利波卡的笑容，便是毀滅的訊號。人們說：「他只會捉弄人；永遠不會向任何人真誠、不會做任何人的朋友。」故給他「與各方為敵者」（英語：Necoc Yaotl）的稱號。

## 儀式
墨西加的君王──特拉托阿尼──在登基前的繁複過程中，就有一個晚上要在特斯卡特利波卡神像前，全身赤裸地禱告。君王又稱為「特斯卡特利波卡的笛」。